# Carea annae
Carea annae är en fjärilsart som beskrevs av Swinhoe 1904. Carea annae ingår i släktet Carea och familjen trågspinnare. Inga underarter finns listade i Catalogue of Life.